# Jailly
Jailly är en kommun i departementet Nièvre i regionen Bourgogne-Franche-Comté i de centrala delarna av Frankrike. Kommunen ligger i kantonen Saint-Saulge som tillhör arrondissementet Nevers. År 2022 hade Jailly 67 invånare.

## Befolkningsutveckling
Antalet invånare i kommunen Jailly
| Referens: INSEE |